# Philemon Mukarno

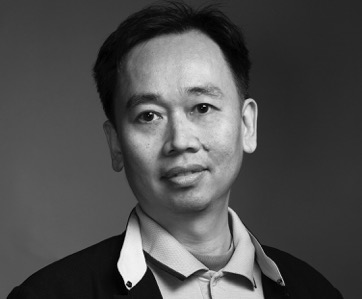
Philemon Mukarno

Philemon Mukarno (* 1968 in Jakarta, Indonesien) ist ein niederländischer Komponist indonesischer Herkunft.

## Leben
Nach einer Ausbildung zum Toningenieur studierte Philemon Mukarno von 1994 bis 1998 am Rotterdamer Konservatorium Gitarre (bei Enno Voorhorst, Maarten Kaaij en Dick Hogeveen) sowie von 1995 bis 2002 Komposition (bei René Uijlenhoet, Marc Verhoeven, Klaas de Vries en Peter-Jan Wagemans).
Sich ursprünglich als "Klangkünstler" verstehend, sieht Philemon Mukarno die Wirkung seiner Musik auf "Klang" basierend.

## Kompositionen
- Atlas non Finito (1996) – für Blockflöten, Stimme und Elektronik
- DOG (1998) – für großes Ensemble und Sprecher
- Gynoids XX (1999) – für 2 Klaviere, Live-Elektronik und CD
- Online (1999) – für Violine und Live-Elektronik
- Kamaloka (1999) – Elektronische Musik
- Dejeuner sur l'herbe (2000) – Klanginstallation
- Artrax (2000)
- Saturn 3S90 (2000)
- Taric (2000)
- Demam (2001) – für Gamelan und Elektronik
- Iman (2001) – multidisziplinäres Projekt (elektronische Musik, Tanz, Licht)
- Eya (2001)
- Elia Domostra' (2002) – für Kirchenorgel, Carillon und Live-Elektronik
- Connecting the Waves (2002) –  multidisziplinäres Projekt (Performance, Klanginstallation)
- Syrah (2002) – für Gamelanensemble und Saxophonquartett
- Trinkx (2003) – für Orchester und Live-Elektronik
- Magiz (2003) – für Marimba, Big-Band, Streichquartett und Live-Elektronik
- Oraye (2003) – für Kirchenorgel und Live-Elektronik
- Ameleth (2004)
- Iyona (2004) – für Bassklarinette, Schlagzeug, Klavier und Violoncello

## Regie und Choreographie
- Saturn 3S90 (2000) –  multidisziplinäres Projekt (Tanz, Klanginstallation)
- Iman (2001) – multidisziplinäres Projekt (elektronische Musik, Tanz, Licht)